# 1946年上海
|        | 上海历史 |
| 世紀： | 19世紀上海 \| 20世紀上海 \| 21世紀上海                                                                                     |
| 年代： | 1910年代上海 \| 1920年代上海 \| 1930年代上海 \| 1940年代上海 \| 1950年代上海 \| 1960年代上海 \| 1970年代上海               |
| 年份： | 1942年上海 \| 1943年上海 \| 1944年上海 \| 1945年上海 \| 1946年上海 \| 1947年上海 \| 1948年上海 \| 1949年上海 \| 1950年上海 |
| 紀年： | 丙戌年（狗年）、上海开埠103周年、上海设市19周年                                                                            |

## 主要官员

### 参议会
- 议长：潘公展

### 政府
- 市长：钱大钧→吴国桢

### 法院
- 高等法院院长：郭云观
- 地方法院院长：

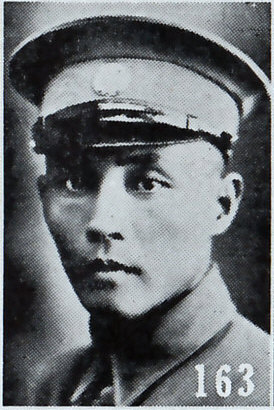
市长钱大钧
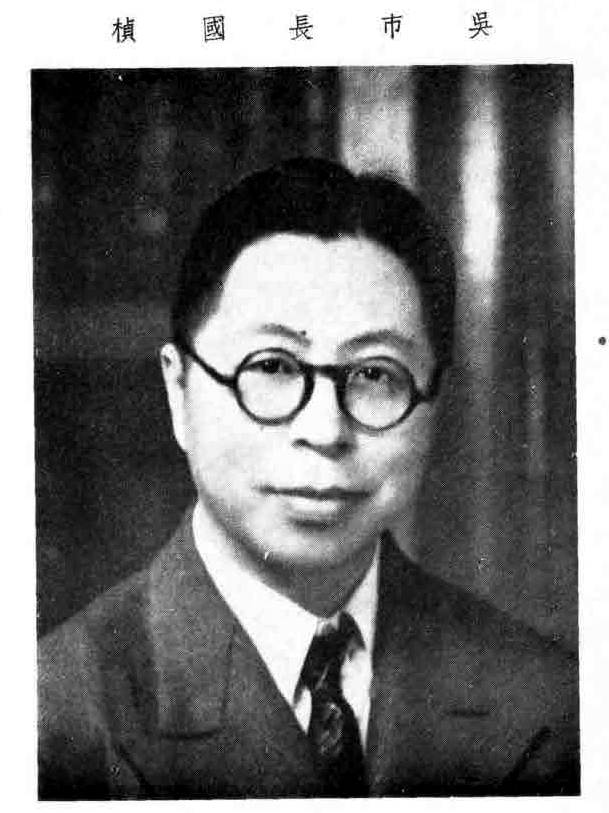
市长吴国桢
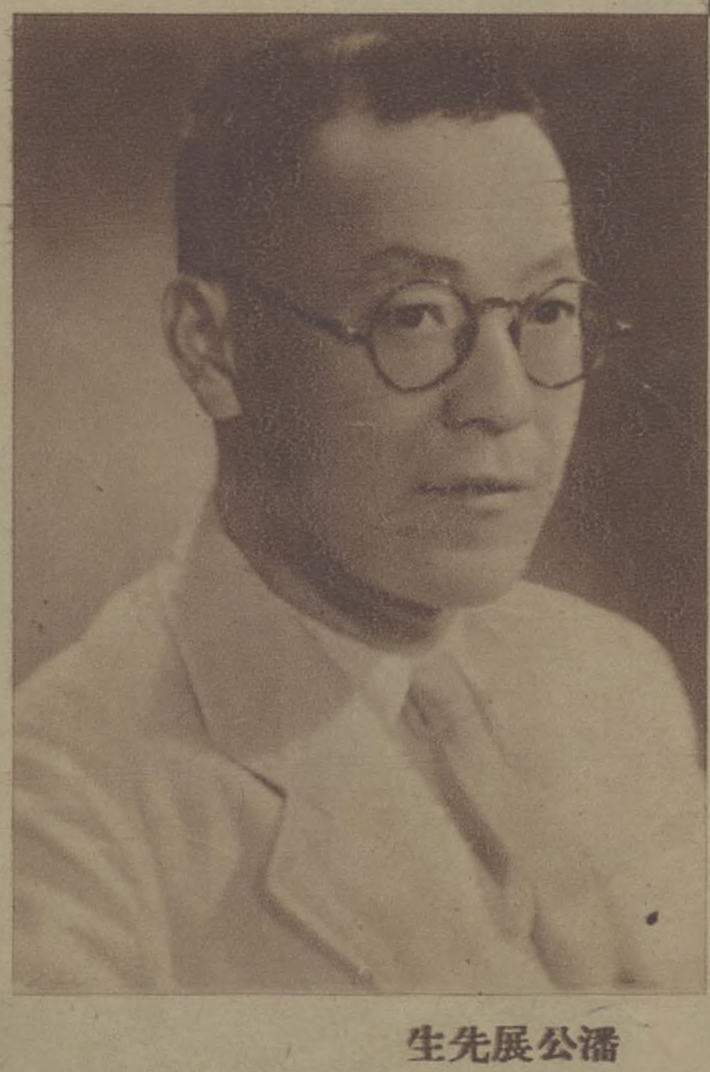
议长潘公展